# TZAAR
TZAAR è un gioco da tavolo di tipologia astratta ideato da Kris Burm, il gioco è il settimo pubblicato nel più ampio Progetto GIPF ed è stato preceduto da PÜNCT. Inizialmente era previsto che PÜNCT fosse l'ultimo gioco del progetto, ma in seguito è stato pubblicato anche TZAAR che ha sostituito il secondo gioco TAMSK, pertanto i giochi del progetto GIPF rimangono comunque 6.